# The Last Place on Earth
The Last Place on Earth est une série télévisée en sept parties écrite par Trevor Griffiths et basée sur le livre Scott and Amundsen (renommé par la suite The Last Place on Earth) de Roland Huntford. Diffusée en 1985 par Central Television (ITV Central (en)), le thème est l'expédition de Robert Falcon Scott (joué par Martin Shaw) concurrencée par son rival norvégien Roald Amundsen (joué par Sverre Anker Ousdal (en)) dans leurs tentatives d'atteindre le pôle Sud.

## Distribution
La série compte la présence d'acteurs britanniques et norvégiens célèbres tels que Max von Sydow, Richard Wilson, Sylvester McCoy, Brian Dennehy et Pat Roach et de comédiens débutants qui auront une carrière importante comme Bill Nighy et Hugh Grant.

## Épisodes
1. Poles Apart
2. Minor Diversion
3. Leading Men
4. Gentlemen and Players
5. Glories of the Race
6. Foregone Conclusion
7. Rejoice